# 古川正彦
古川 正彦（ふるかわ まさひこ、1902年〈明治35年〉5月1日 - 1942年〈昭和17年〉9月19日）は、日本の醸造家、実業家、地家主、広島県多額納税者。

## 経歴
山口県出身。男爵・毛利祥久の五男。古川久吉の養子となる。1926年、早稲田大学専門部政治経済科を卒業。1929年、法学部英法科を卒業。
醤油醸造業を営む。藝備鉄道取締役、梅田機械製作所監査役などをつとめる。また地主・家主である。

## 人物
趣味は碁、釣り。宗教は真宗。住所は広島市舟入幸町。

## 家族・親族
古川家
- 養父・久吉（1870年 - ?、醤油醸造業[1]、藝備銀行取締役、広島株式取引所理事） - 住所は広島市堺町四丁目[1]。
- 妻・花子[1][2]（1905年 - ?、養父久吉の長女[3]）
- 長男[2][3]
- 二男[2][3]
- 長女[2][3]